# Witbuikzanger
De witbuikzanger (Basileuterus culicivorus hypoleucus) is een ondersoort van de Basileuterus culicivorus uit de familie Parulidae (Amerikaanse zangers).

## Verspreiding en leefgebied
Deze soort komt voor in zuidwestelijk Brazilië en noordoostelijk Paraguay